# Hispastathes ferruginea
Hispastathes ferruginea är en skalbaggsart som först beskrevs av Aurivillius 1927.  Hispastathes ferruginea ingår i släktet Hispastathes och familjen långhorningar.
Artens utbredningsområde är Filippinerna. Inga underarter finns listade i Catalogue of Life.